# Đồng cỏ và cây bụi Montane

Phạm vi đồng cỏ và cây bụi

Đồng cỏ và cây bụi Montane là một loại môi trường sống được xác định bởi Quỹ Động vật hoang dã Thế giới. Quần xã sinh vật bao gồm đồng cỏ cao và cây bụi trên khắp thế giới. Thuật ngữ "montane" trong tên của quần xã sinh vật dùng để chỉ "độ cao", chứ không phải là thuật ngữ sinh thái biểu thị khu vực bên dưới đường giới hạn cây gỗ.
Loại môi trường sống này bao gồm các cấu trúc cao độ (núi và núi cao) đồng cỏ và cây bụi, kể cả Puna và Páramo ở Nam Mỹ, hệ sinh thái núi ở New Guinea và Đông Phi, thảo nguyên của cao nguyên Tây Tạng, cũng như môi trường hệ sinh thái núi tương tự khác trên thế giới.
Các loài thực vật và động vật của páramos vùng nhiệt đới thể hiện sự thích nghi nổi bật với điều kiện mát mẻ, ẩm ướt và ánh sáng mặt trời gay gắt. Trên thế giới, các cây đặc trưng của những môi trường sống hiển thị các tính năng như cấu trúc hoa thị, bề mặt sáp, và nhiều lông phong phú.
Các páramos của miền bắc Andes là những ví dụ rộng lớn nhất về kiểu môi trường sống này. Mặc dù các sinh thái sinh thái đa dạng nhất ở Andes, những hệ sinh thái này rất đặc biệt ở bất cứ nơi nào chúng xảy ra ở vùng nhiệt đới. Các vùng đất nóng và vùng đồng hoang ở Đông Phi (ví dụ, Núi Kilimanjaro, Núi Kenya, Núi Rwenzori), Núi Kinabalu của Borneo và Vùng Trung tâm của New Guinea đều bị giới hạn về phạm vi, bị cô lập và hỗ trợ các loài thực vật và động vật đặc hữu.
Các đồng cỏ thuộc vùng núi cận nhiệt đới khô cằn, thảo nguyên và rừng bao gồm Cao nguyên Etiopia, đồng cỏ và rừng núi Zambezian và môi trường sống hoang dã của miền đông nam châu Phi.
Các đồng cỏ montane của cao nguyên Tây Tạng vẫn hỗ trợ quá trình di cư tương đối nguyên vẹn của linh dương Tây Tạng (Pantholops hodgsoni) và kiang, hoặc lừa hoang dã Tây Tạng (Equus hemionus). Một đặc điểm độc đáo của nhiều loài páramos nhiệt đới là sự hiện diện của những cây hoa hồng khổng lồ từ nhiều họ thực vật khác nhau, chẳng hạn như Lỗ bình (Châu Phi), Puya (Nam Mỹ), Cyathea (New Guinea) và Argyroxiphium (Hawai'i). Những hình thức thực vật này có thể sống ở độ cao 4,500–4,600 mét (14,76–15,09 ft) trên mực nước biển.